# 貴格敦 (新澤西州)
貴格敦（英語：Quakertown）是位於美國新澤西州亨特登縣的非建制地區。

## 歷史
貴格敦的郵局自1828年營運至今。

## 地理
貴格敦所處的海拔為高於海平面198米（即650英呎），而該地所採用的時區為UTC-5，即北美东部时区（EST）。同時該地設有夏令時間，為UTC-5調快一小時，即UTC-4（EDT）。